# João de Conza
João de Conza ou Compsa (em latim: Ioannes Compsinus/Consinus, fl. c. 615/8) foi um nobre nativo de Compsa (atual Conza) que, aproveitando-se do caos que reinava no Exarcado de Ravena e da preocupação do imperador Heráclio (r. 610–641) com a guerra contra os persas no Oriente, atacou e capturou Nápoles. Esta revolta foi sufocada pelo exarca de Ravena, Eleutério. João e muitos de seus aliados foram mortos no processo.